# Большой центр Майами
Большой центр Майами (англ. Greater Downtown Miami) ― городской центр города, расположенный вокруг Центрального делового района Майами, штат Флорида, США. Помимо центрального делового района, в него входят: финансовый район Брикелл, исторический район, правительственный центр, район искусств и развлечений и западный парк. Центр города является культурным, финансовым и коммерческим центром Южной Флориды и ведет свою историю с 19 века. В последние годы центр Майами вырос и расширился, став самым развивающимся районом в Майами, с быстрым ростом населения и наибольшей концентрацией высотных зданий в регионе. Здесь находятся крупные музеи, парки, образовательные центры, банки, штаб-квартиры компаний, судов, правительственных учреждений, театров, магазинов и многих старейших зданий в городе.

## История

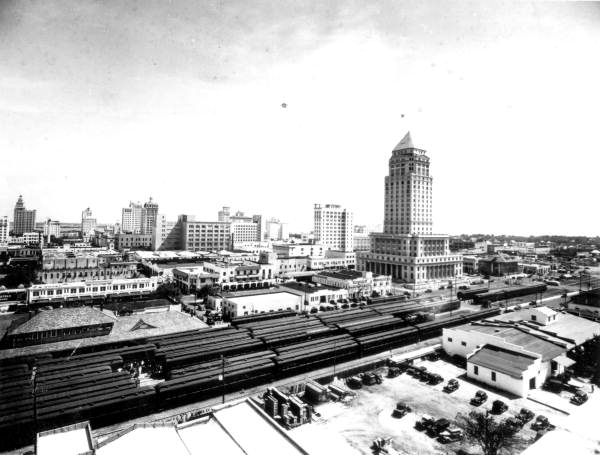
Горизонт центра города примерно в 1930-х годах, с пассажирским железнодорожным вокзалом Восточного побережья Флориды и зданием суда округа Дейд на переднем плане

Центр Майами ― историческое сердце и самый старый район города. Городское развитие началось в 1890-х годах со строительства железной дороги Восточного побережья Флориды промышленником, Генри Флаглером. Флаглер помог привлечь интерес девелоперов к городу строительством отелей, курортов, жилых домов и расширением железнодорожной линии. Флаглер-стрит является главной дорогой с востока на запад в Майами, названной в честь магната. Дамба Джулии Таттл, пересекающая залив Бискейн к северу от центра города в Эджуотере, названа в честь Таттл.
По состоянию на 2009 год в центре города проживало около 71 000 человек круглый год, а в дневное время в центре города проживало около 200 000 человек, что делало центр Майами одним из самых густонаселенных районов в США после Нью-Йорка и Чикаго. С недавним массовым строительством высотных жилых зданий и офисных башен центр города пережил большой рост, открылись новые магазины, бары, парки и рестораны, которые привлекли множество новых жителей. Наряду с Брикеллом, центр города вырос с 40 000 жителей в 2000 году до более чем 70 000 в 2009 году, что делает его одним из самых быстрорастущих районов Флориды. В феврале 2010 года было подсчитано, что около 550 новых жителей переезжают в центр города каждый месяц. По состоянию на 2009 год более 190 000 офисных сотрудников работают в центре города и Брикелле.

## Окрестности

### Центральный деловой район

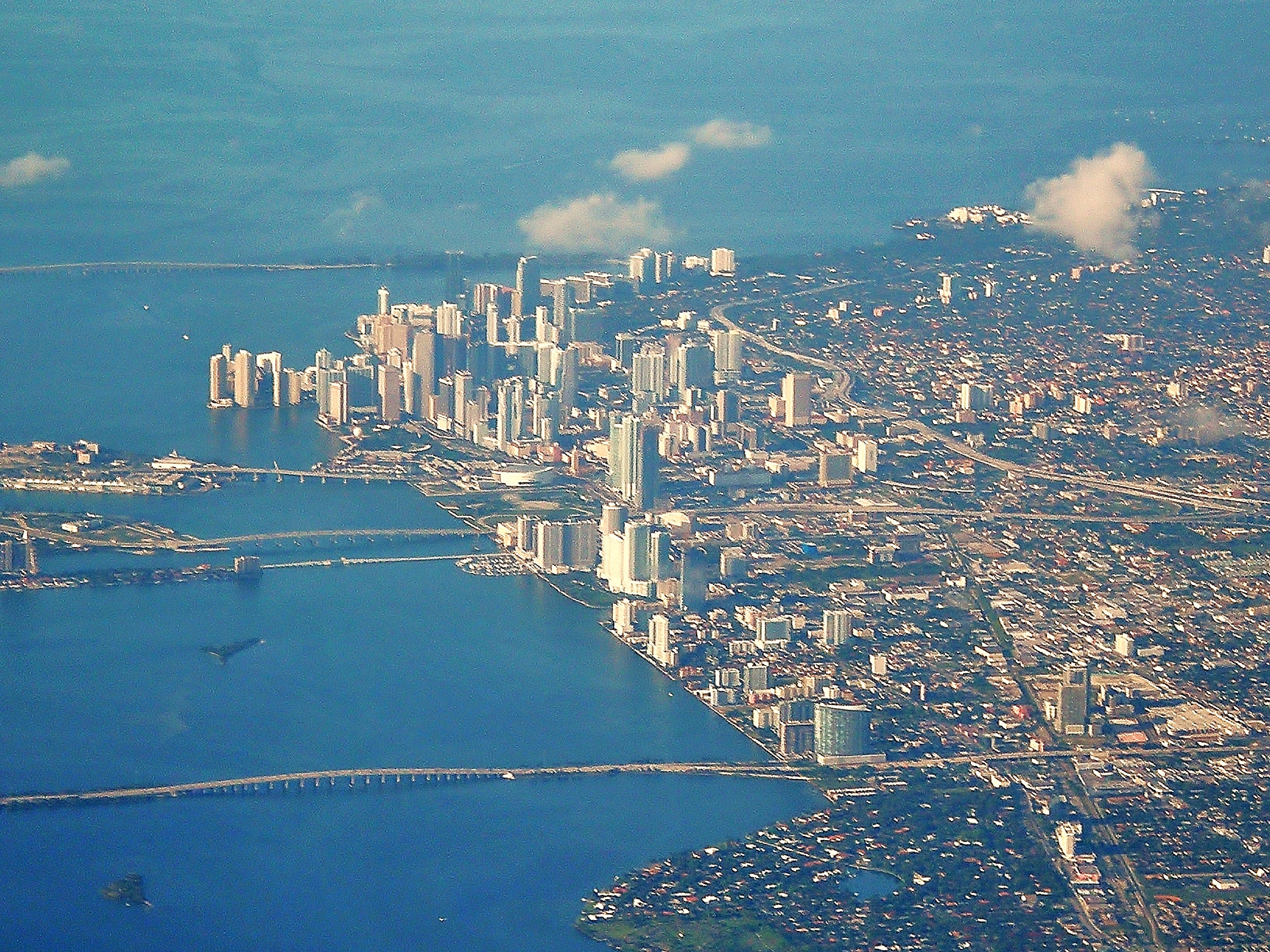
Вид на центр города с высоты птичьего полета

Центральный деловой район является историческим центром Майами. Здесь находится большинство исторических зданий Майами, главная торговая улица, Флаглер-стрит, музеи, библиотеки, офисы, школы и колледжи, а также подавляющее большинство местных, окружных, государственных и федеральных правительственных учреждений и судов.

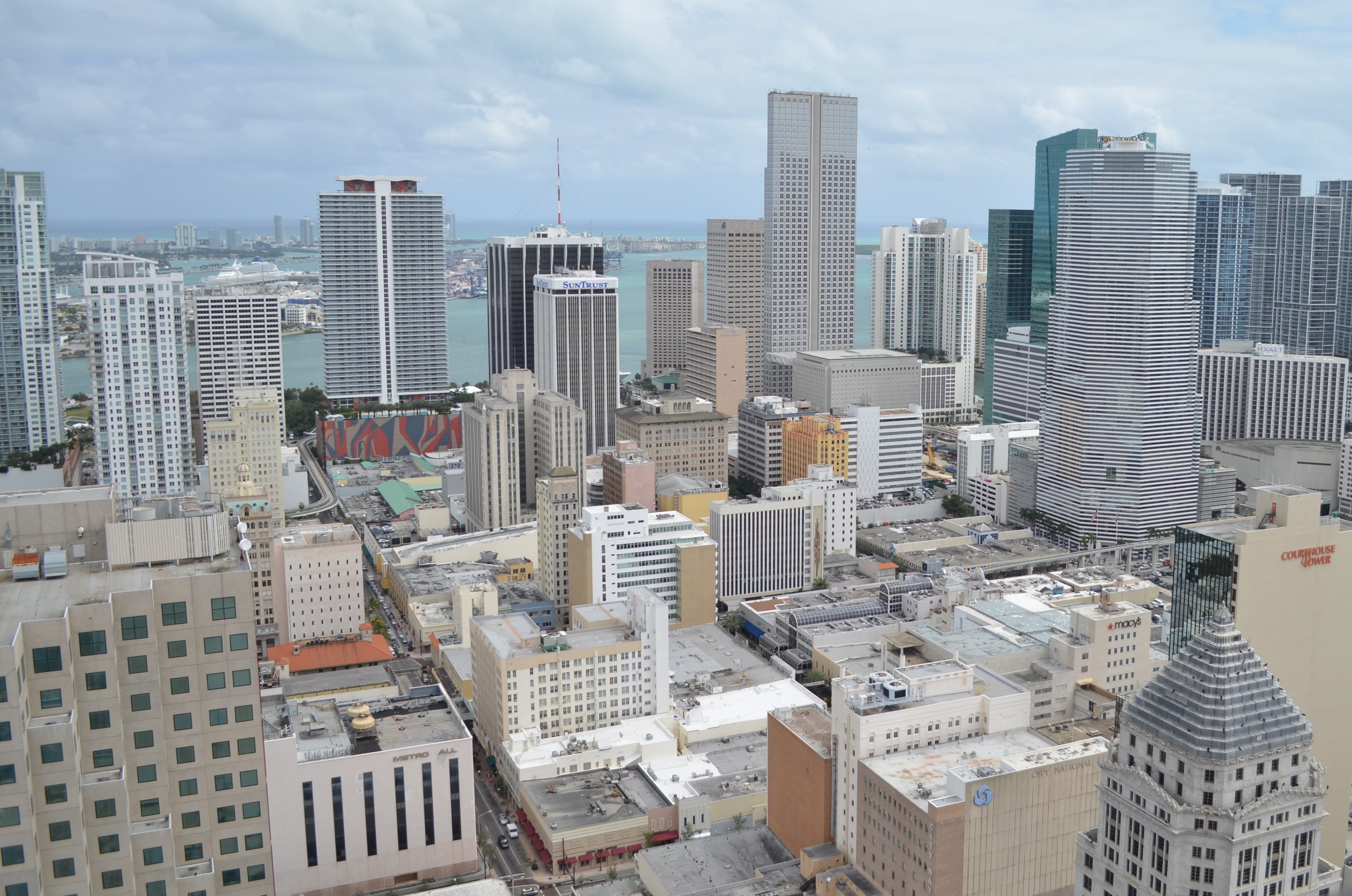
Центральный деловой район

### Брикелл
Брикелл находится к югу от реки Майами и представляет собой смешанный жилой район высшего класса, а также главный финансовый район Майами вдоль Брикелл-авеню. Магазины Mary Brickell Village, Brickell City Center и Simpson Park расположены в пределах Брикелла.

### Район искусств и развлечений
Район искусств и развлечений включает в себя многочисленные отели и многоэтажные жилые дома. Прежнее название района Омни происходит от торгового центра Omni International на бульваре Бискейн. В этом районе расположены Пейс-парк, Центр исполнительских искусств имени Адриенны Аршт и штаб-квартира газеты The Miami Herald.

### Парк-Уэст
Парк-Уэст был в первую очередь известен своими ночными клубами, в последние годы было много разговоров по оживлению этого района. К концу 2015 года большинство ночных клубов были снесены, чтобы освободить место для запланированного строительства Miami World Center.

### Ювелирный район Майами

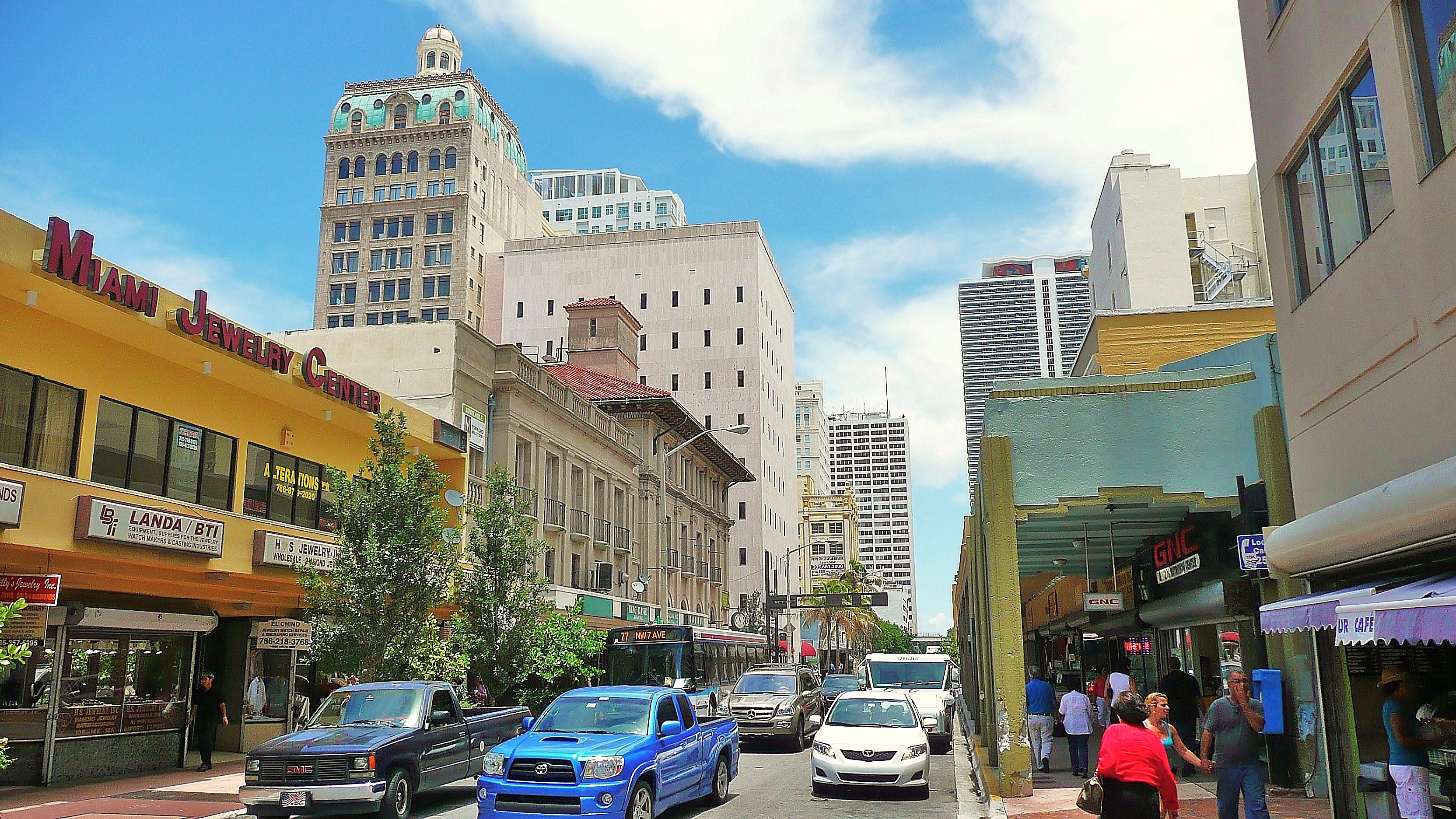
Ювелирный район Майами

Ювелирный район Майами ― субрайон центра города, исторически известный своими многочисленными ювелирными магазинами, ювелирами и торговцами драгоценными камнями. Именно здесь продаются разнообразные ювелирные изделия. Это один из трех крупнейших ювелирных районов в США. Покупатели могут найти дизайнерские ювелирные изделия, драгоценные камни, а также золотые и серебряные изделия в различных розничных ювелирных магазинах.

## Демография

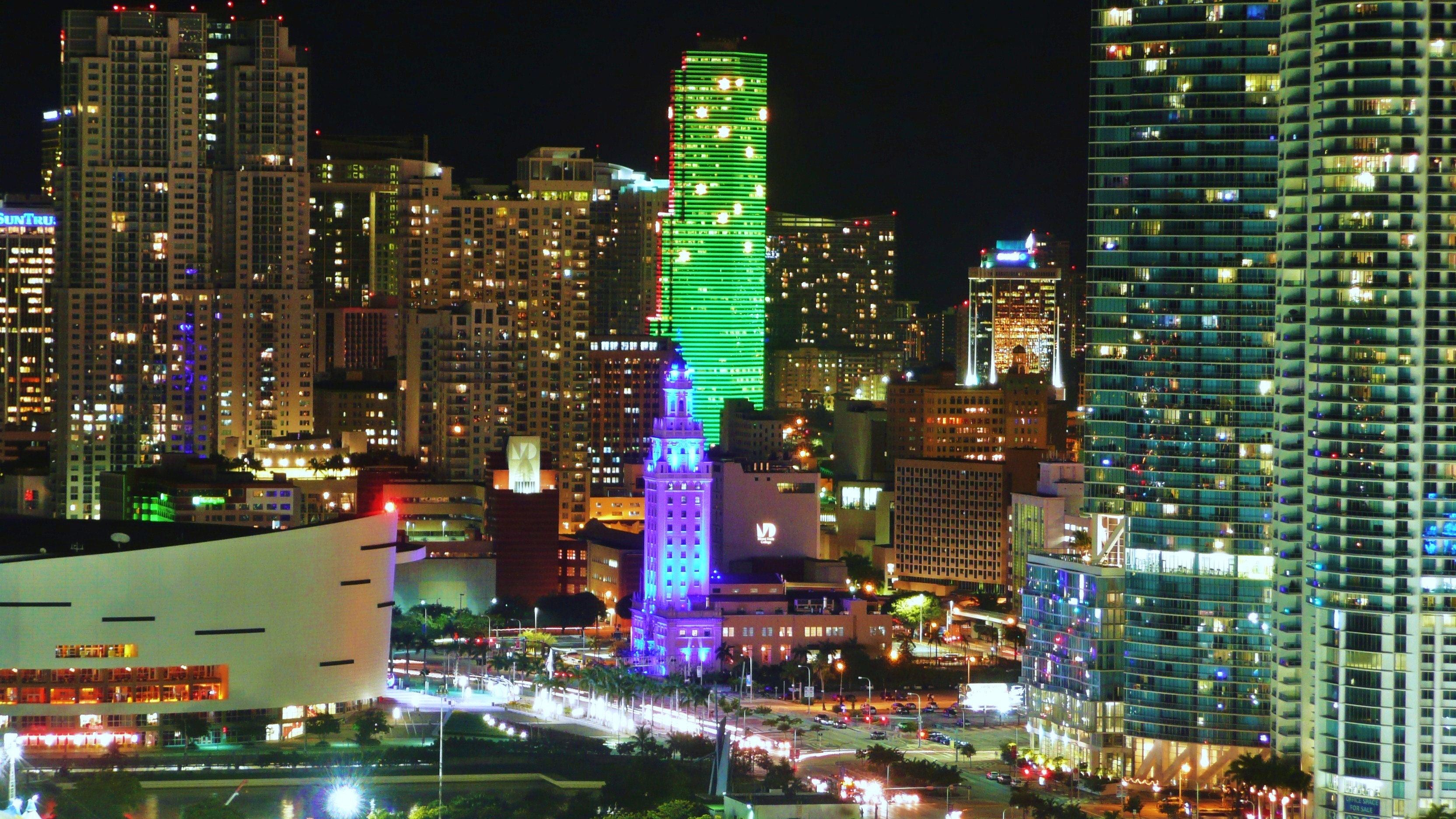
Бульвар Бискейн, главная магистраль центра города с севера на юг

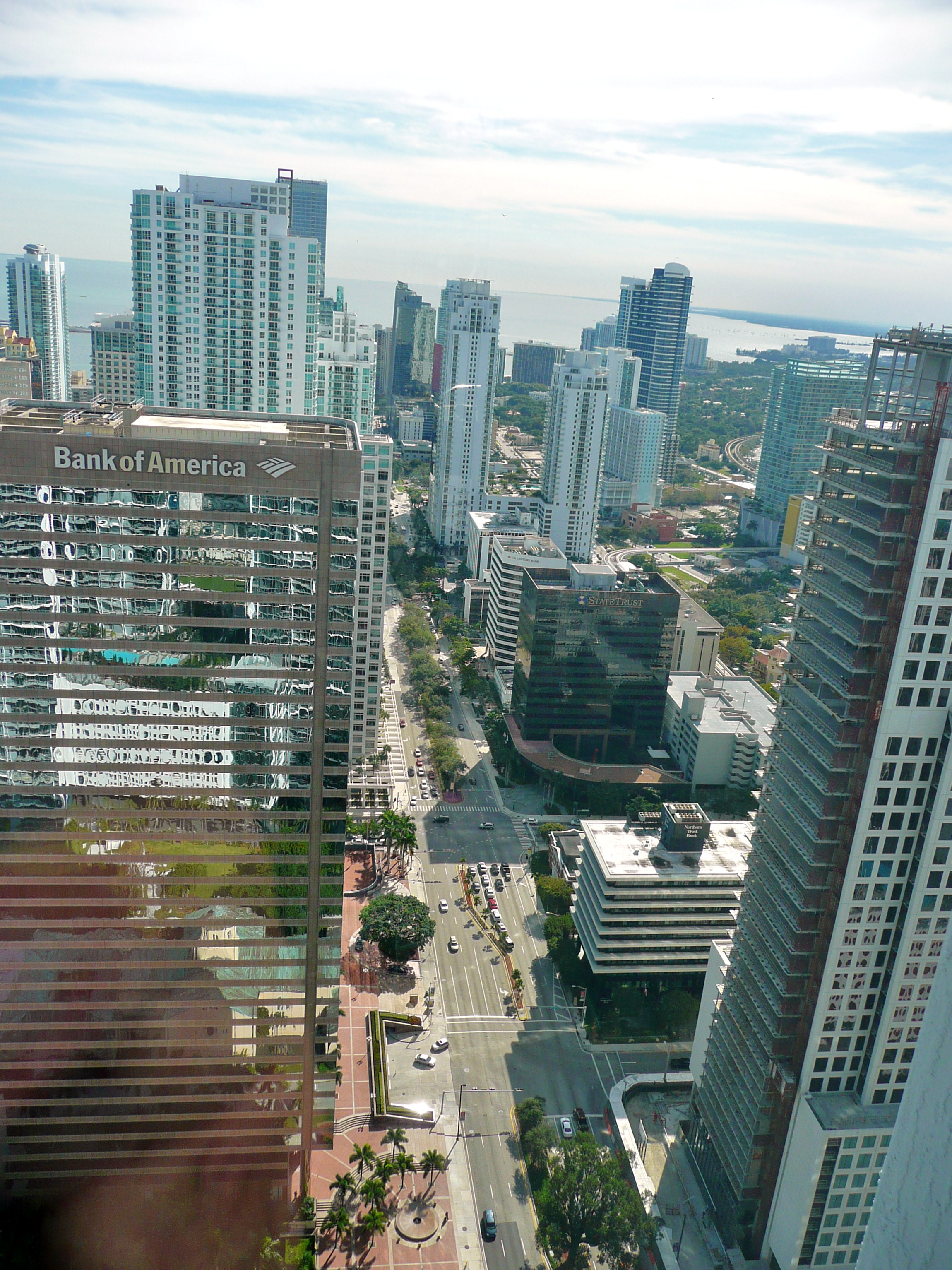
Брикелл ― самый развивающийся район Майами

По состоянию на 2010 год население центра Майами составляло 65 696 человек при плотности населения 27 487 человек на квадратную милю. По данным переписи населения США 2010 года, расовый состав жителей составлял 57,6% испаноязычных, 30,8% белых, 7,2% черных и 2,9% азиатов.

## Транспорт
Такси популярны в центре города. Поскольку многие жители предпочитают не иметь автомобилей, такси также популярны для поездок в пределах городских кварталов, особенно после полуночи, когда Метромовер перестает работать. Такси можно поймать на улице или позвонить.

## Экономика

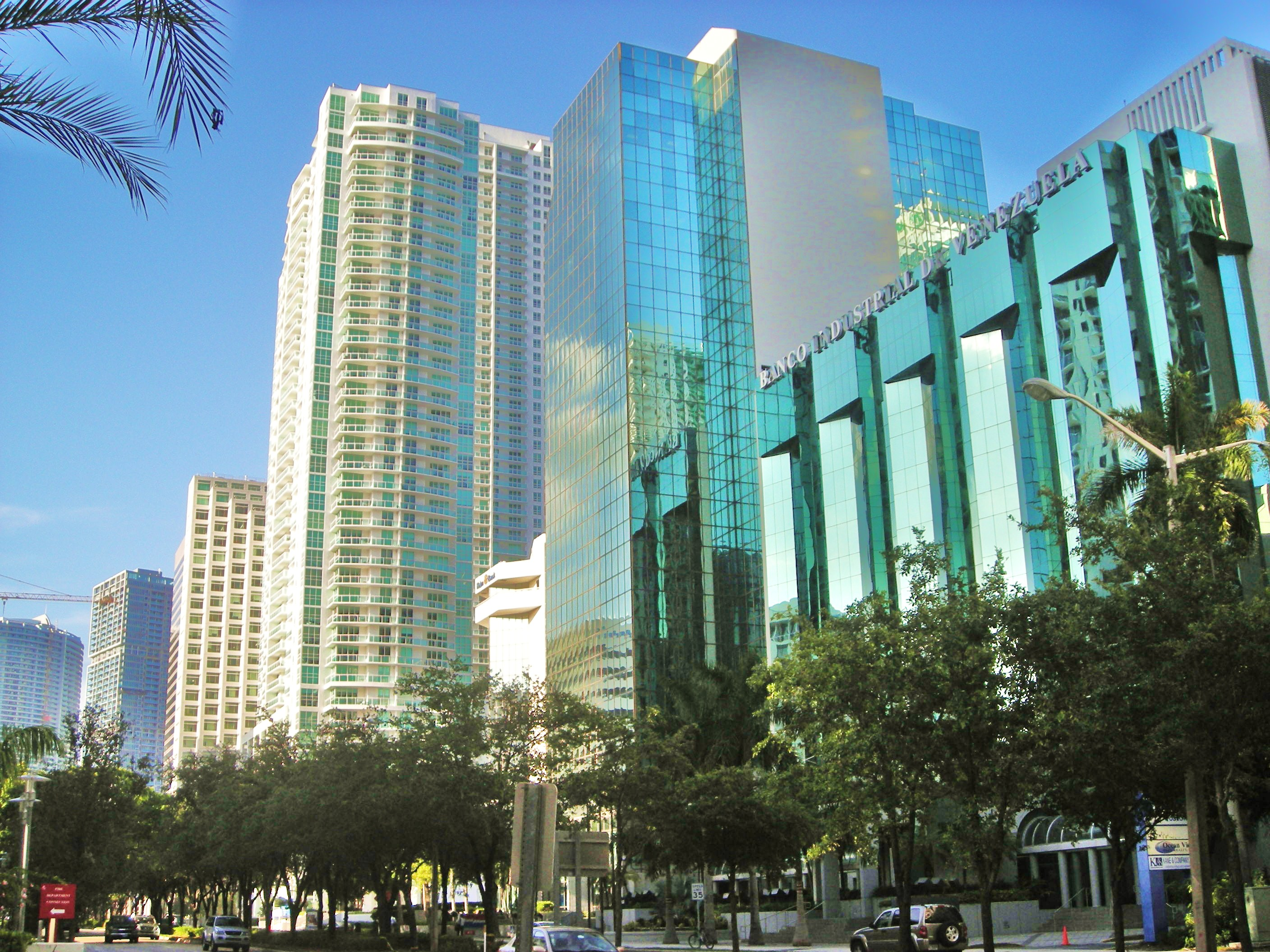
Центр города ― главный центр финансов, торговли и международного бизнеса Южной Флориды

В центре города находятся компании, корпорации и организации. Он составляет 20 миллионов квадратных футов (1 900 000 м2) офисных площадей и является центральным финансовым и деловым центром Южной Флориды. Общественные организации с их основными офисами в центре города включают в себя центральные офисы Совета Бикона, Управления развития центра города, правительства округа Майами-Дейд, государственных школ округа Майами-Дейд, Полицейского управления Майами и парков и зон отдыха Майами-Дейд, а также многочисленные департаменты города Майами.

### Консульства
Несколько стран имеют консульства в центре города, большинство из которых расположены вдоль бульвара Бискейн и Брикелл-авеню. К ним относятся:
- Аргентина[8]
- Багамы[9]
- Бразилия[10]
- Чили[11]
- Колумбия [12]
- Доминиканская республика[13]
- Эквадор[14]
- Франция[15]
- Германия[16]
- Гватемала[17]
- Гаити[18]
- Израиль (Consulate-General of Israel to Florida & Puerto Rico)[19]
- Ямайка[20]
- Япония[21]
- Нидерланды[22]
- Парагвай[23]
- Перу[24]
- Тринидад и Тобаго[25]
- Великобритания[26]
- Уругвай
- Суринам
- Боливия
- Испания
- Турция

## Розничная торговля

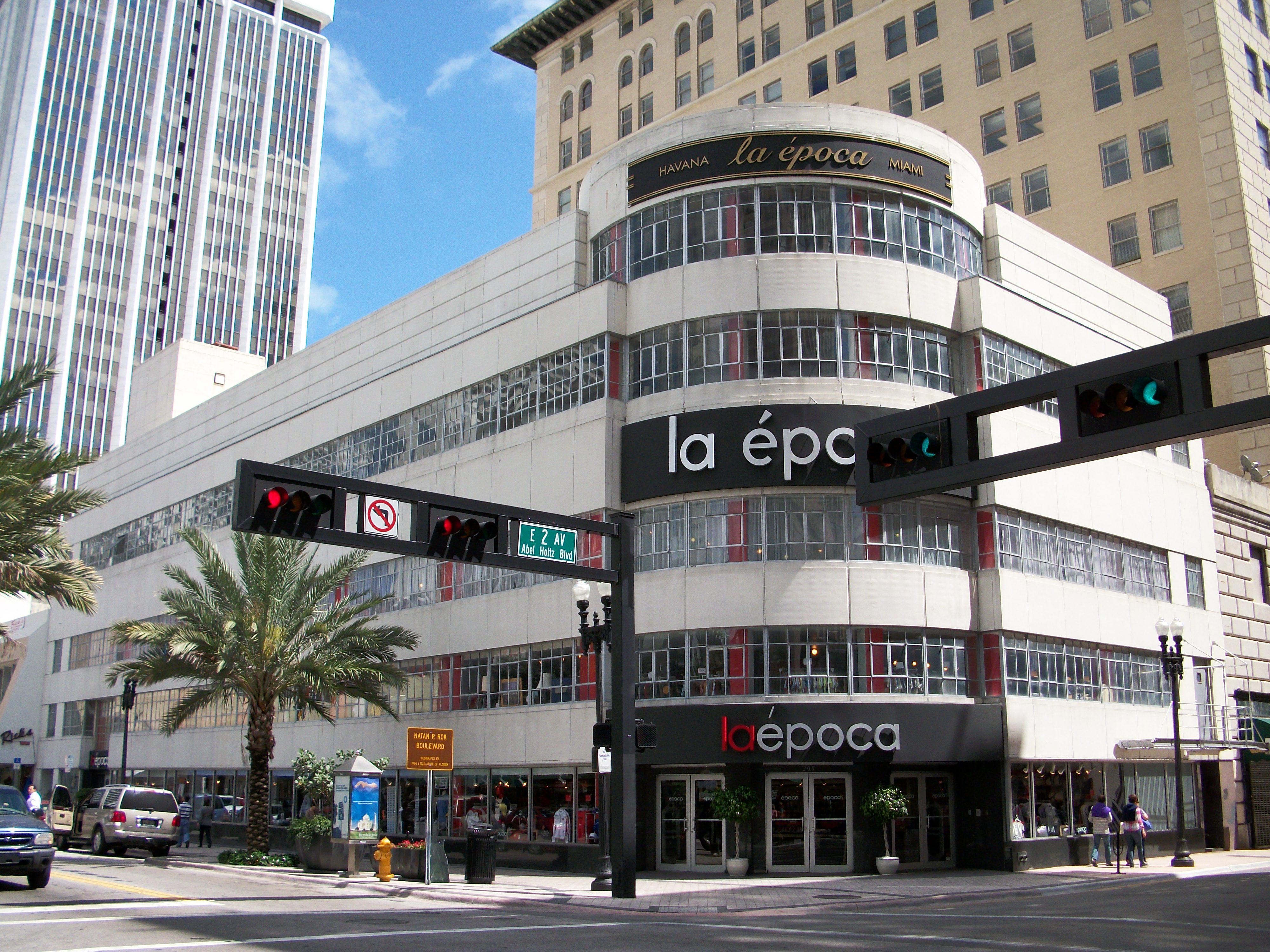
La Época ― местный универмаг Майами

Исторически Флаглер-стрит была главной торговой улицей центра города, начиная с 19-го века. Сегодня это главная торговая улица города, с флагманским магазином Macy’s на Флаглер-стрит и Майами-авеню, а также собственными местными универмагами: La Época, SE 2nd Av, Alberto Cortes и SE 3rd Av.
После многих лет упадка в последнее время большое внимание было уделено возрождению Флэглер-стрит к ее былому величию. В последние годы на Флэглер-стрит возобновился инвестиционный интерес, открылось много новых ресторанов и магазинов, появились новые ландшафты и брусчатка, а также усиленная охрана и туристические гиды. В 2009 году на Флаглер-стрит открылись три новых парка: Парк Пола Уокера, Площадь Роберта Кларка и Скульптурная площадь Джоан Леман. Новые парки привнесли больше зеленых насаждений, скамеек, предметов искусства и зон отдыха.
Помимо Флаглер-стрит, в центре города находятся еще два крупных торговых района: Бейсайд Маркетплейс и Мэри Брикелл Виллидж в Брикелле. Бейсайд Маркетплейс был построен в 1987 году и является одной из самых посещаемых туристических достопримечательностей Майами, в среднем его посещает более 15 миллионов человек в год. Это открытый торговый центр с видом на залив Бискейн в парке Бейфронт. Бейсайд Маркетплейс имеет множество национальных розничных сетей, а также местных магазинов Майами. Мэри Брикелл-Виллидж ― крупный район, где есть множество высококлассных баров и ресторанов Майами, которые тянутся вдоль Майами-авеню примерно от 6-й улицы до Бродвея.

## Образование
Здесь находится несколько публичных и частных школ. А также колледжи и университеты: Майами-Дейд-колледж, Флоридский международный университет, Университет искусства и дизайна.

## Учреждения культуры

### Музеи
- Музей искусств Перес (Майами)
- Исторический музей Южной Флориды
- Детский музей Майами
- Дом Уилльяма Вагнера
- Башня Свободы
- Городское кладбище Майами
- Исторический центр Майами
- Парк Луммус
- Кольцо Майами

### Театры
- Театр Олимпия
- Городской балет Майами
- Симфония ветра Майами

### Библиотеки
- Главная библиотека Майами

## Небоскребы
- Four Seasons Hotel Miami
- Юго-восточный финансовый центр
- Майами-тауэр
- Арка Брикелла
- Финансовый центр Сабаделла

## Галерея

Кондоминиумы в центре Майами вдоль бульвара Бискейн
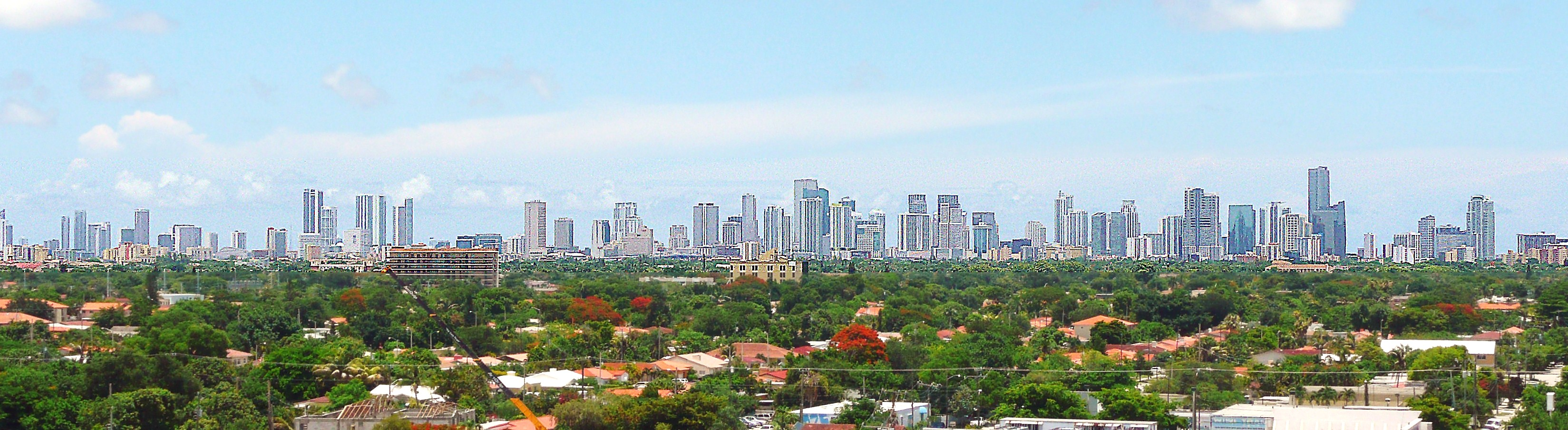
Горизонт центра Майами с запада, 2011 год
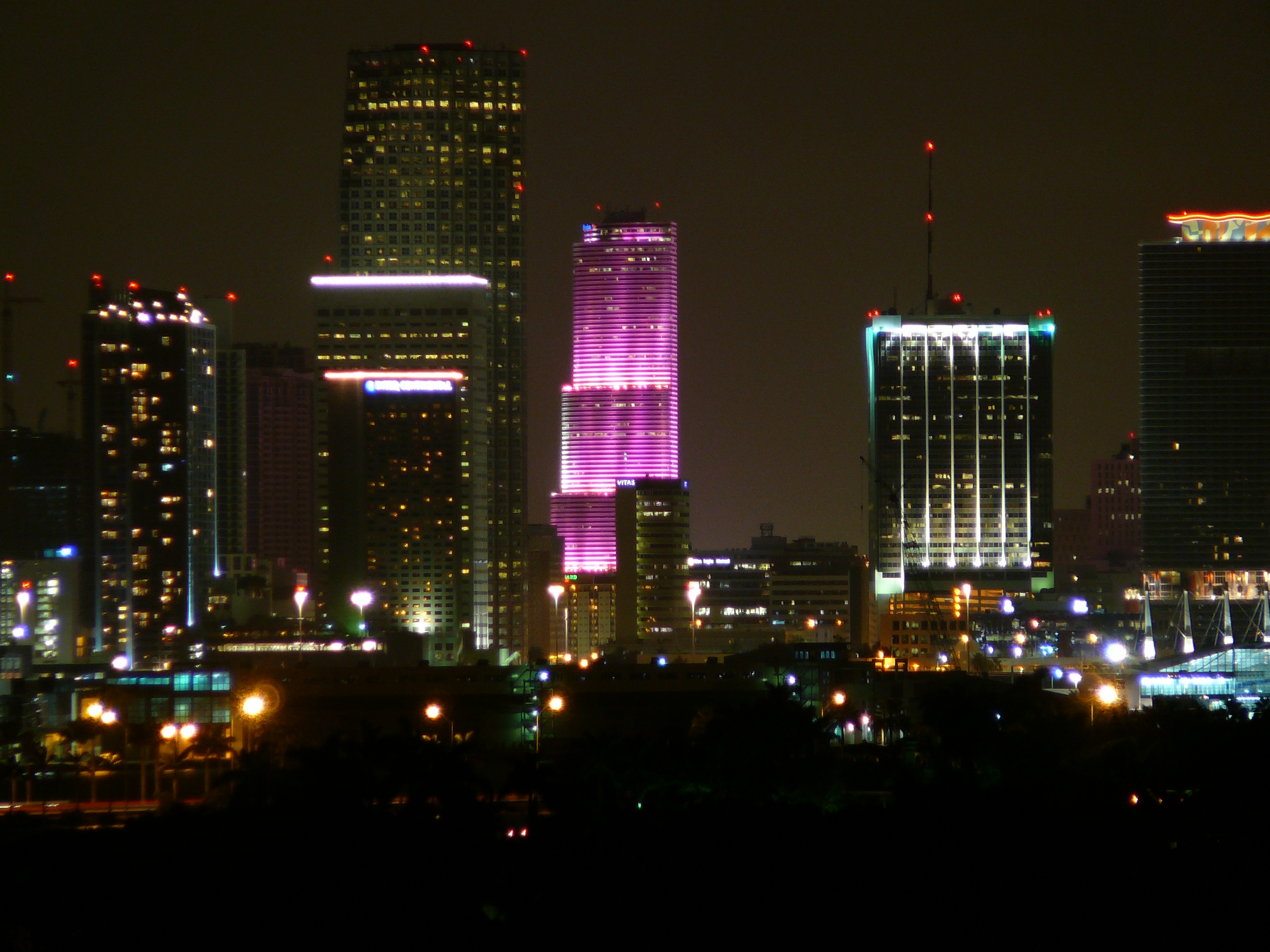
Башня Майами горит неоново-розовым светом
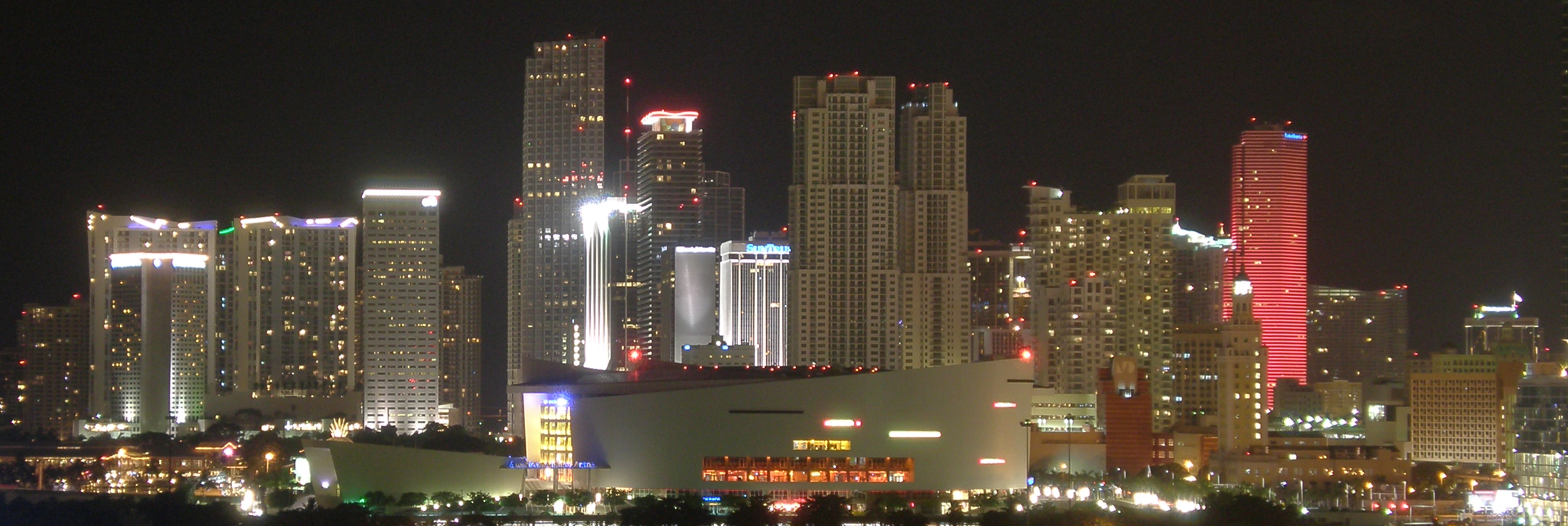
Центр города скайлайн, сентябрь 2008 года
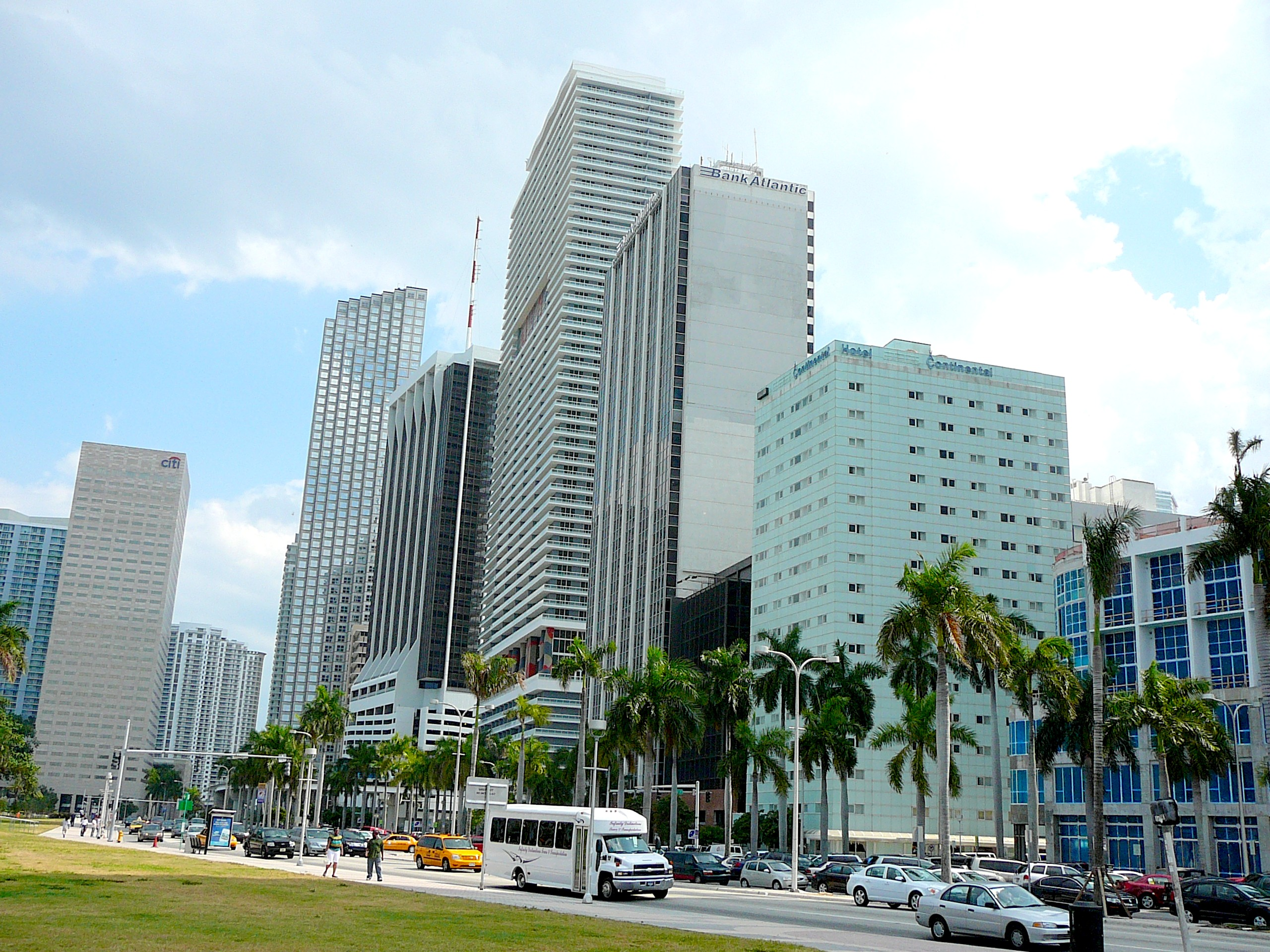
Бульвар Бискейн
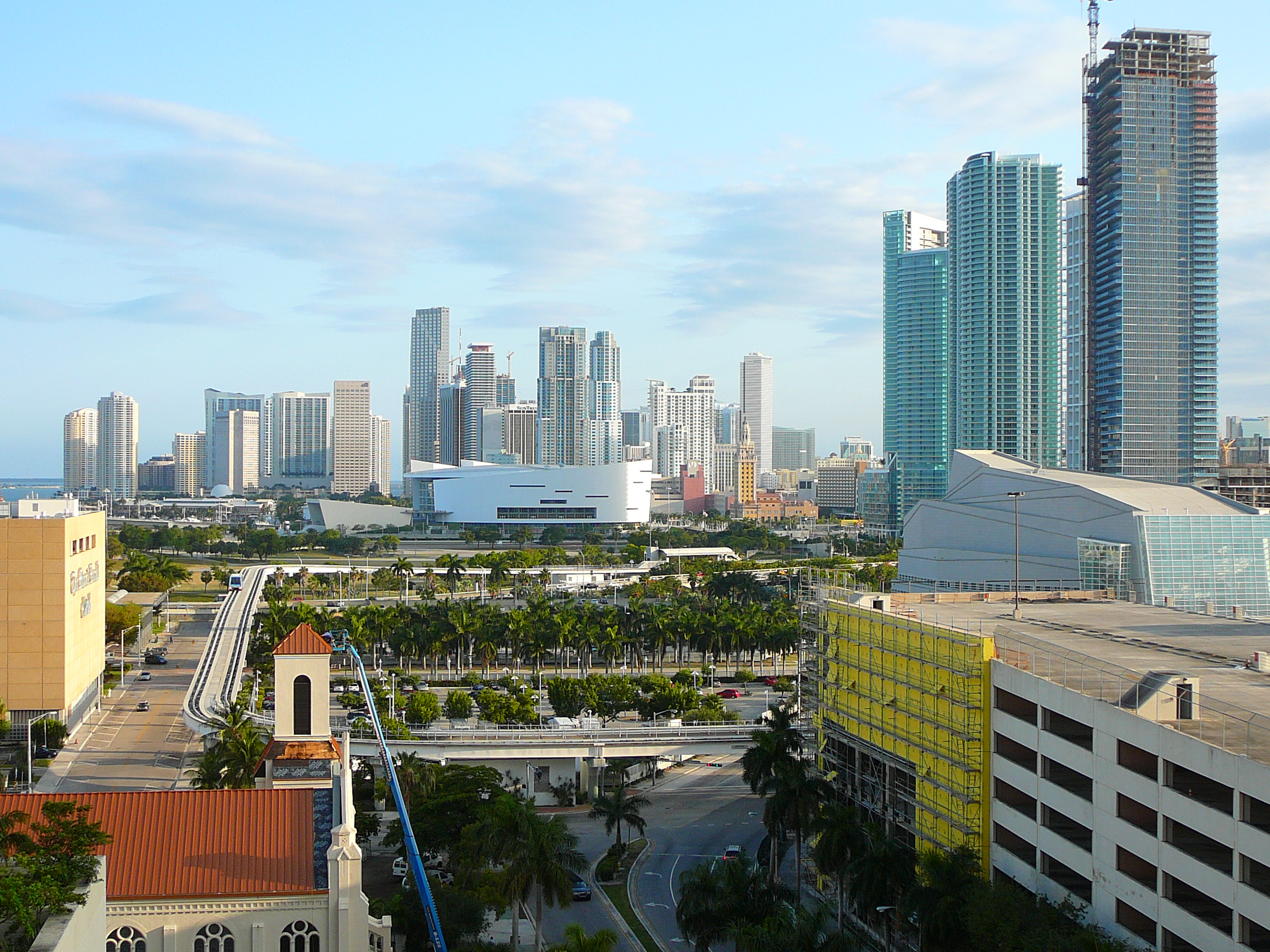
Дневной вид на центр города с видом на юг, 2008 год
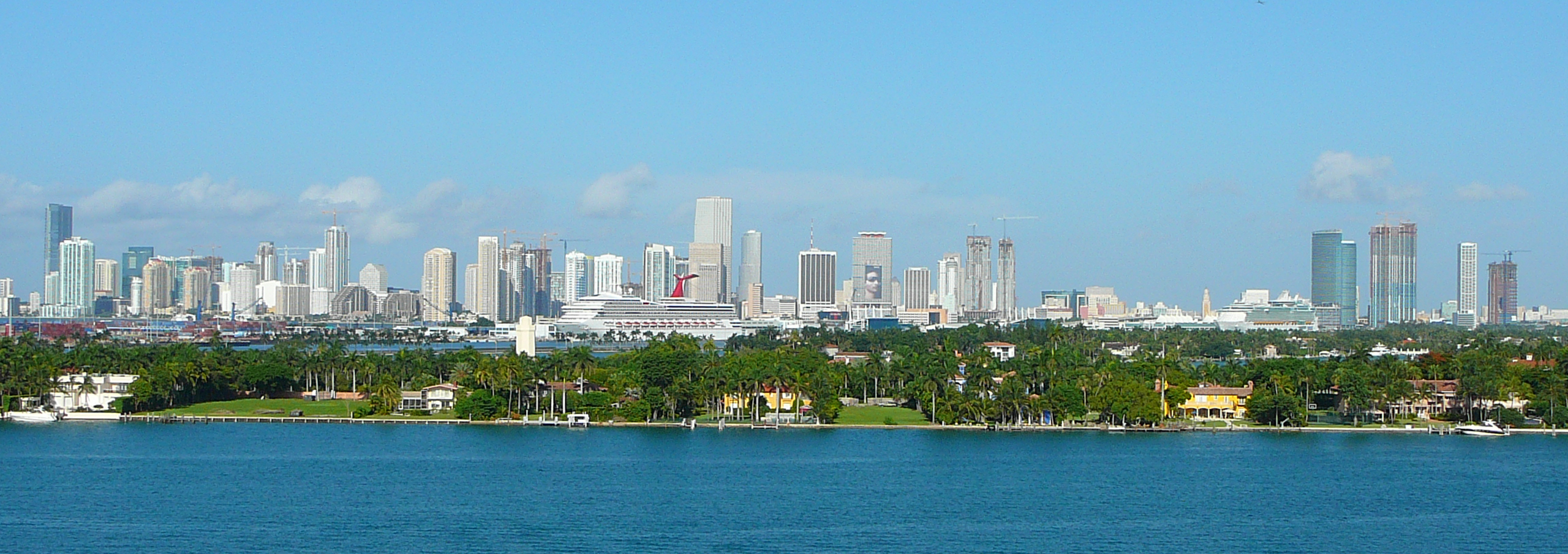
Горизонт, видимый с Саут-Бич с башней Four Seasons слева
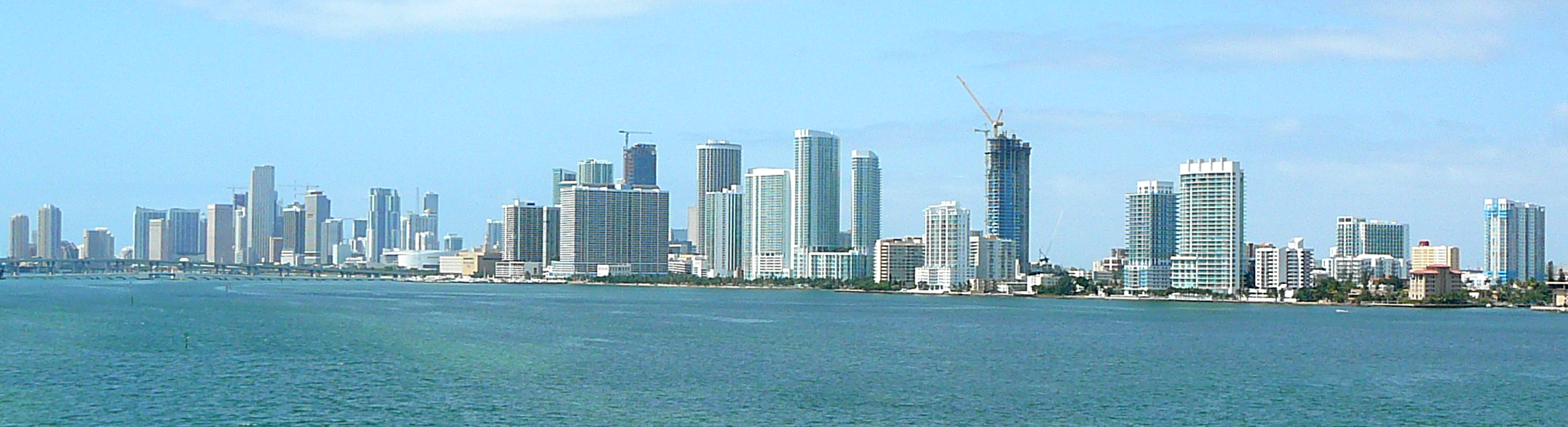
Центр города виден с северо-востока
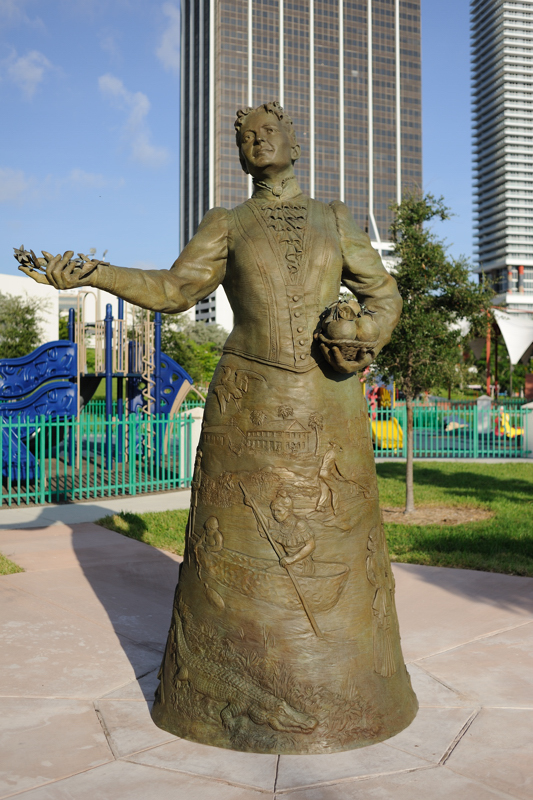
Статуя Джулии Таттл в парке Бейфронт
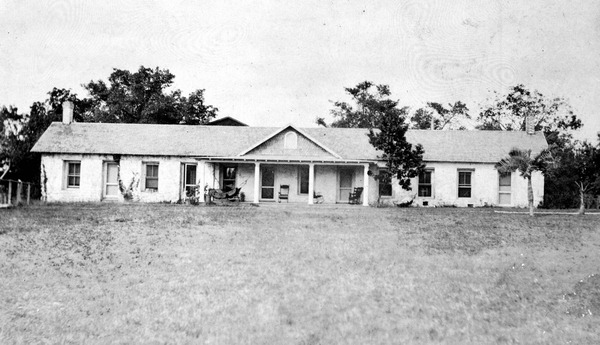
Форт Даллас, построенный в 1836 году, военная база времен семинолских войн, около 1930-х годов
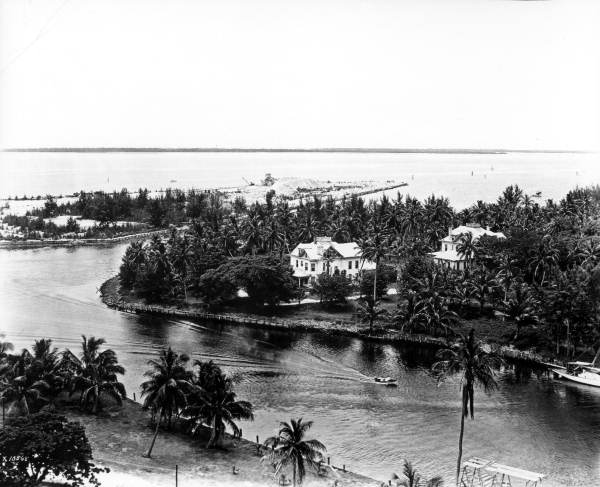
Брикелл и устье реки Майами в 1935 году
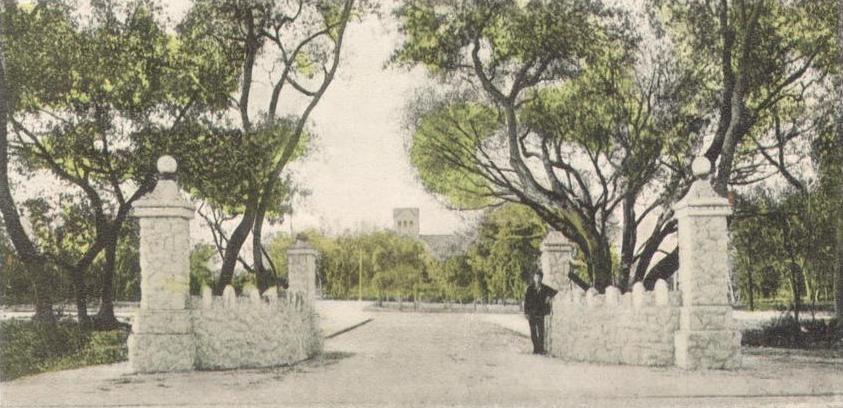
Форт-Даллас-парк, 1905 год
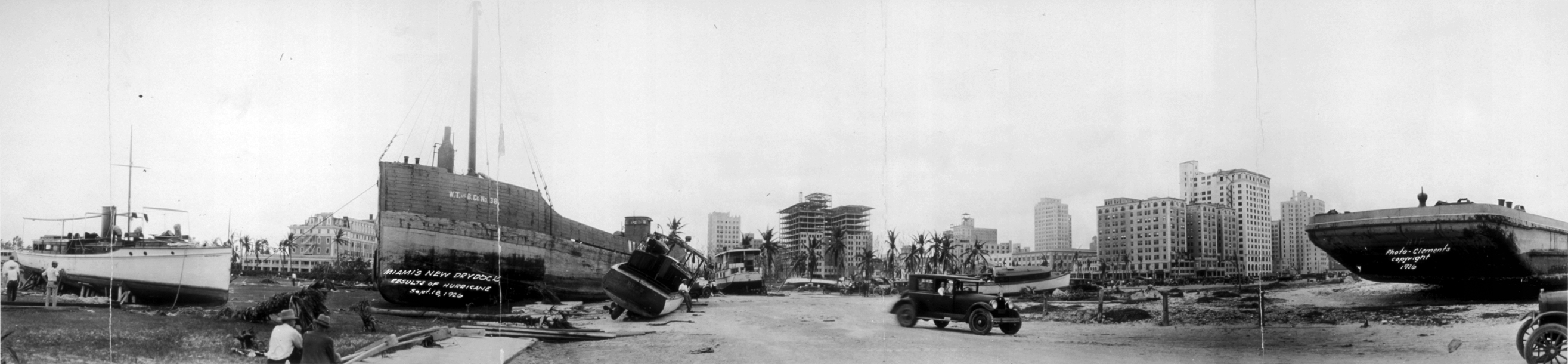
Центр города после урагана в Майами в 1926 году
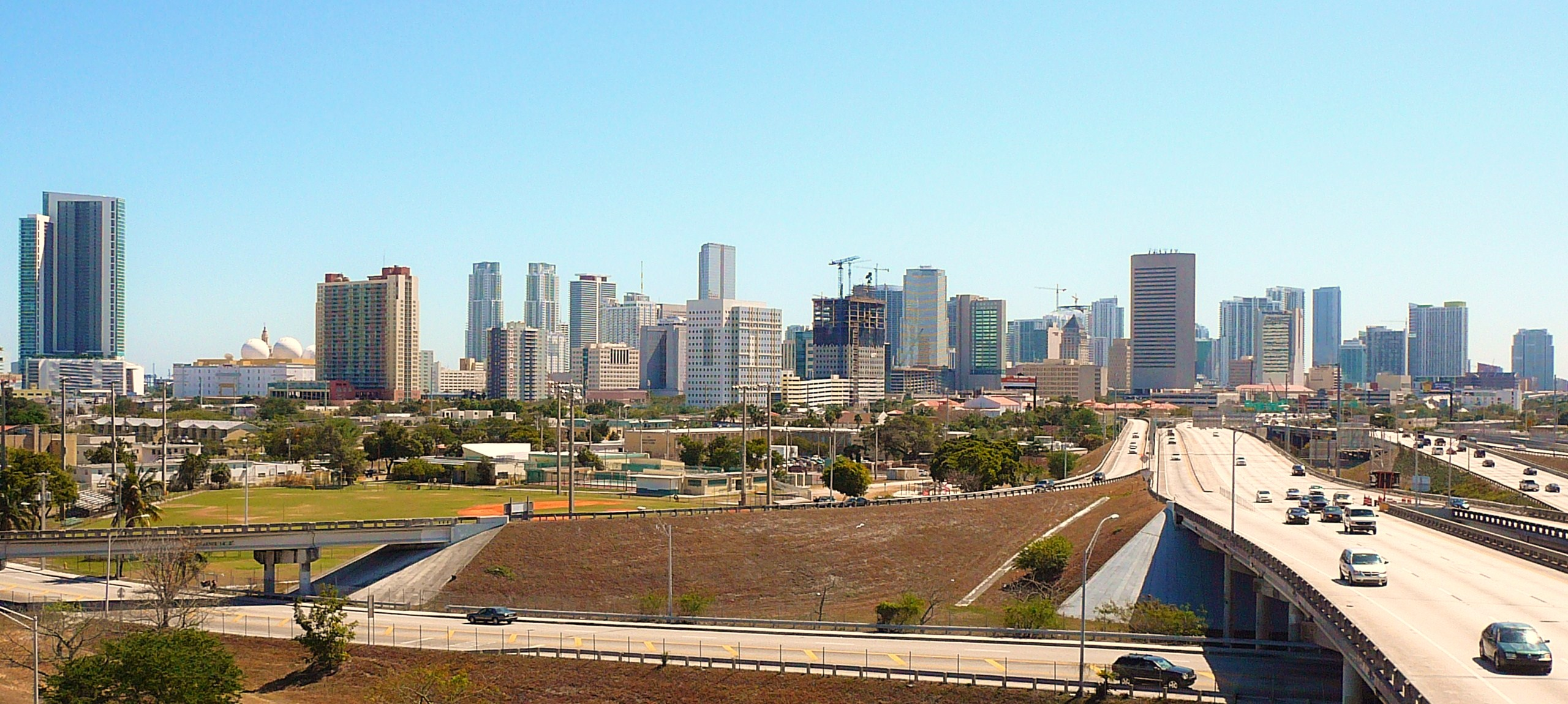
Центр города виден с севера, 2009 год